# Erik Zabel
Erik Zabel (* 7. Juli 1970 in Ost-Berlin) ist ein ehemaliger deutscher Radrennfahrer. In seiner Karriere errang der Spezialist für Sprints und Eintagesrennen über 200 Siege (die Angaben schwanken zwischen 201 und 211). Bei der Tour de France, an der er von 1994 bis 2008 mit Ausnahme von 2005 jedes Jahr teilnahm, gewann er sechsmal das Grüne Trikot. 2009 beendete er seine aktive Laufbahn. 2013 bekannte er, von 1996 bis 2003 mit EPO, Kortison und Eigenblut gedopt zu haben.

## Herkunft, Familie
Zabel wuchs im Berliner Bezirk Marzahn als Sohn des Radsportlers Detlef Zabel und dessen Ehefrau Marianne auf. Er ist verheiratet und hat einen Sohn, Rick Zabel, der bis zu seinem Karriereende im Mai 2024 ebenfalls Radrennen fuhr. Die Familie lebt in Unna-Kessebüren.

## Fahrerprofil
Zabel galt neben dem Italiener Mario Cipollini als einer der besten Sprinter der späten 1990er-Jahre. Im Gegensatz zu Cipollini entwickelte sich Zabel jedoch zu einem Allroundfahrer, der sich auch bei Klassikern in Szene setzen konnte. Zabel war ein Sprinter, der unter diesen Spezialisten auch über gute Bergqualitäten verfügte. Mit insgesamt 25 Teilnahmen bei den Grand Tours ist er in dieser Kategorie deutscher Rekordhalter. Als Straßen-Profi, der ursprünglich von der Bahn kam, war er immer wieder bei den winterlichen Sechstagerennen erfolgreich.

## Radsportliche Laufbahn

### Jugend und Amateurzeit

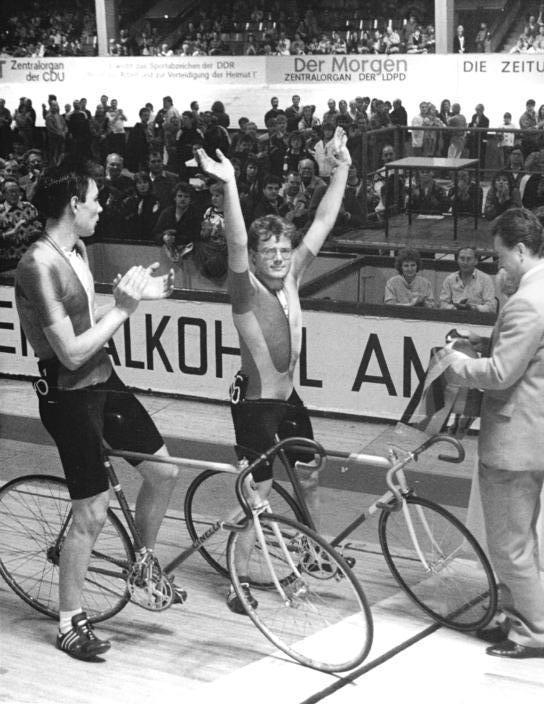
Zabel applaudiert Frank Seeland am 4. Januar 1989

Den ersten großen internationale Erfolg erzielte Zabel bei den Junioren-Weltmeisterschaften 1988 (Fünfter im Punktefahren). Ein Jahr später wurde der 19-Jährige Mitglied der DDR-Nationalmannschaft. Schon 1989 wurde Erik Zabel mit dem TSC Berlin DDR-Meister im 4000-Meter-Mannschaftsverfolgungsfahren auf der Bahn. Auch 1990 war er einer der besten DDR-Fahrer, wurde Landesmeister und gewann mit der Ardennen-Rundfahrt sein erstes Etappenrennen.
Nach der Wende in der DDR wechselte Zabel zu RC Olympia Dortmund unter Hennes Junkermann. Der zweite Platz bei den deutschen Straßenmeisterschaften ebnete ihm 1991 den Weg ins erste gesamtdeutsche Weltmeisterschaftsteam. Bei den Olympischen Spielen 1992 in Barcelona wurde Erik Zabel Vierter. Nach diesen Ergebnissen als Amateur wechselte er 1993 ins Profilager zum Team Telekom, bei dessen Nachfolger, dem Team T-Mobile, er bis Ende 2005 unter Vertrag stand.

### Profi-Laufbahn

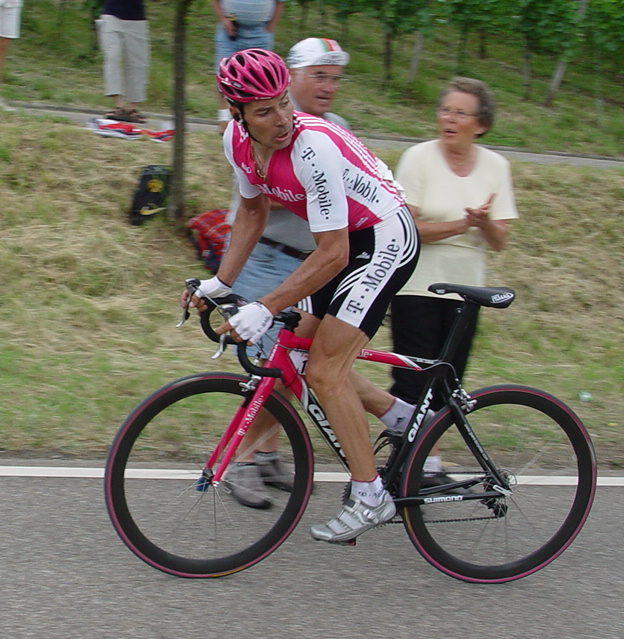
Zabel bei der Deutschen Meisterschaft 2004 in Freiburg

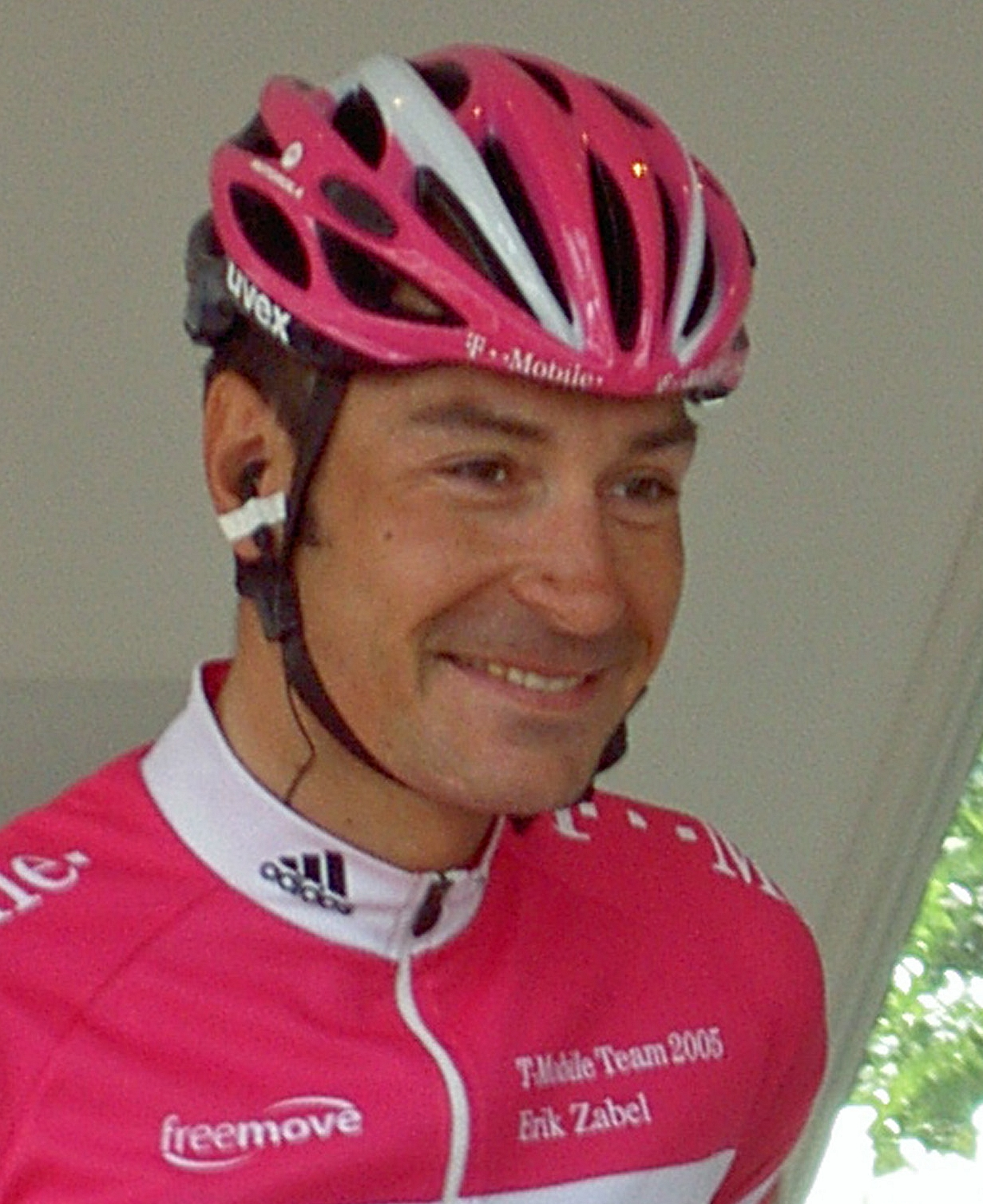
Zabel bei der Deutschen Meisterschaft im Einer-Straßenfahren, Mannheim 2005

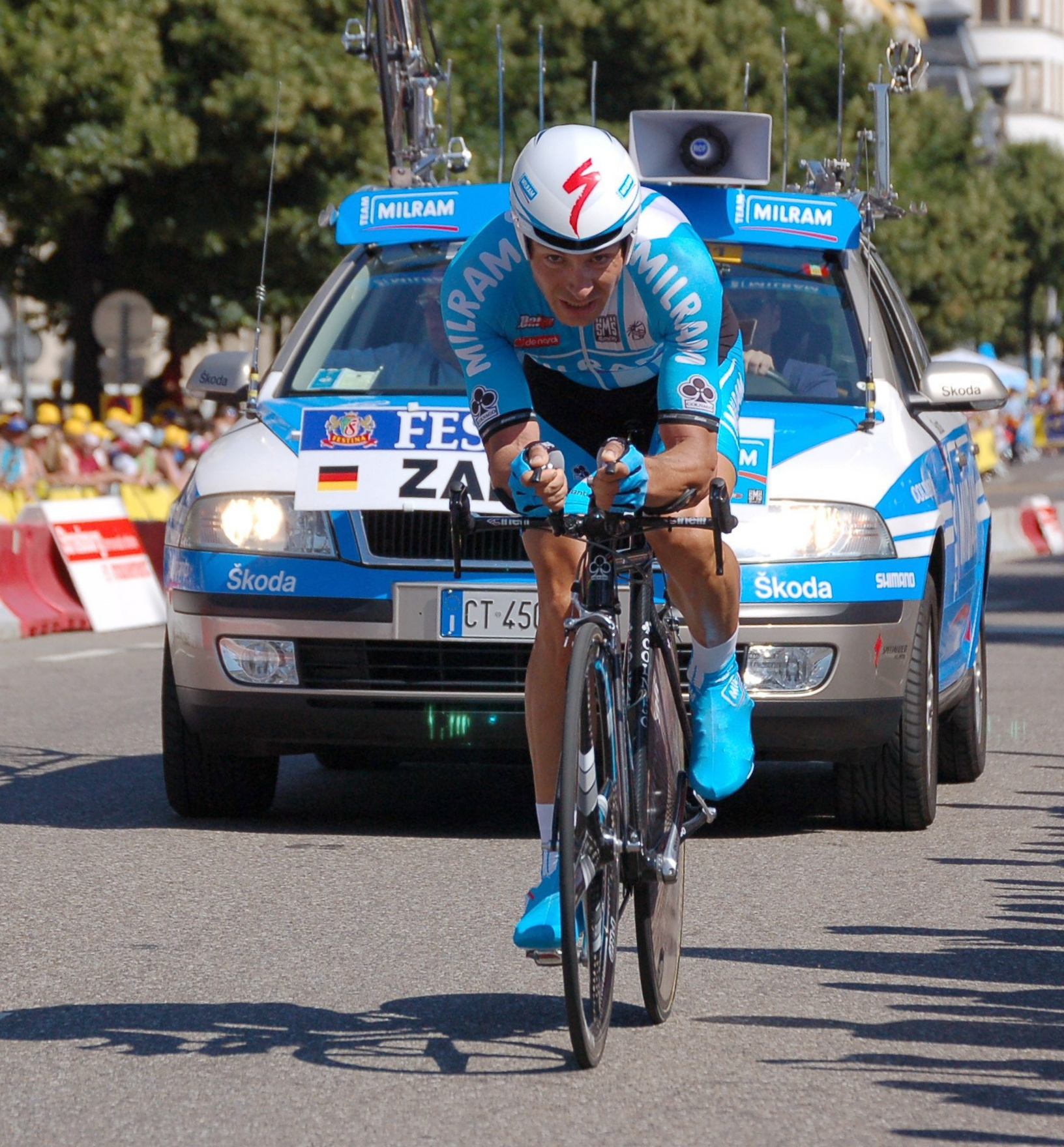
Erik Zabel beim Prolog der Tour de France 2006

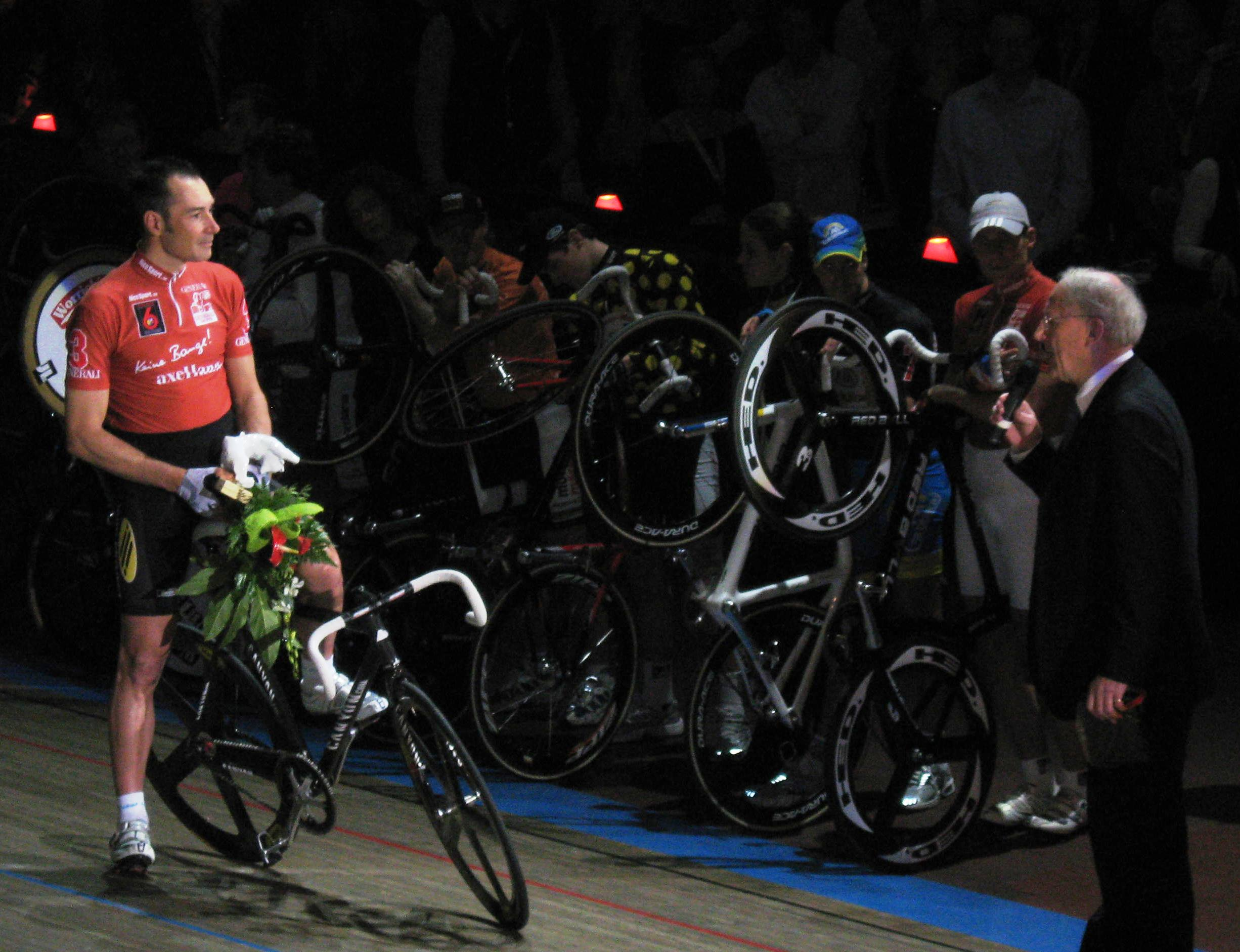
Zabel wird beim 98. Berliner Sechstagerennen 2009, seinem allerletzten Rennen, von Herbert Watterott (r.) verabschiedet

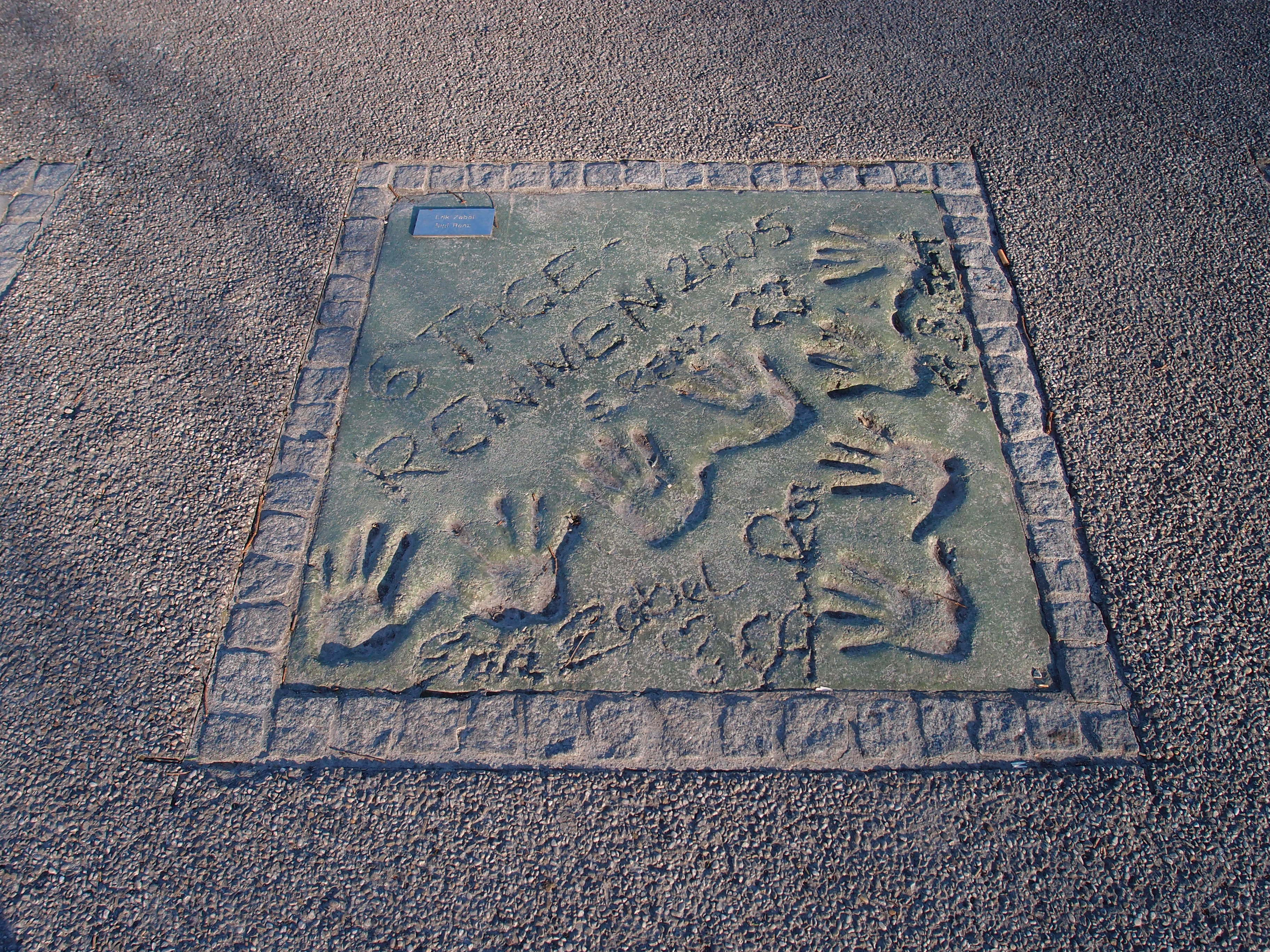
Munich Olympic Walk Of Stars im Olympiapark, München

1994 konnte Zabel bei Paris–Tours seinen ersten Sieg bei einem Klassiker feiern. Ins Rampenlicht der Öffentlichkeit trat Zabel aber erst 1995, als er mit zwei Etappensiegen bei der Tour de France seinen Mannschaftskollegen Olaf Ludwig als besten Sprinter des Teams Telekom ablöste.
1996 trug Zabel das Grüne Trikot des punktbesten Fahrers der Tour de France zwölf Tage lang und konnte damals erstmals diese spezielle Gesamtwertung gewinnen, was ihm bis 2001 insgesamt sechsmal in Folge gelingen sollte. Insgesamt fuhr er an 88 Tagen „in Grün“.
Mit zwölf Etappensiegen war Zabel bei der Tour de France der bis dahin erfolgreichste deutsche Radrennfahrer. Erst Marcel Kittel erreichte 2017 mehr Etappensiege (14). Mit 14 Teilnahmen an der Tour de France war Zabel ebenfalls lange deutscher Rekordhalter, 2012 hat aber Jens Voigt mit 15 Teilnahmen den Rekord gebrochen.
Bei der Tour de France 2003 wurden Erik Zabel und sein Teamkollege und Freund Rolf Aldag vom Regisseur Pepe Danquart begleitet. Daraus entstand der Dokumentarfilm Höllentour, der 2004 in die Kinos kam.
Am 26. September 2008 erklärte Erik Zabel seinen Rücktritt. Sein letztes Straßenrennen in Deutschland fuhr er am 3. Oktober 2008 beim Münsterland GIRO.

### Mailand-Sanremo
1997 gewann Zabel erstmals den italienischen Frühjahrsklassiker Mailand–Sanremo, einen der fünf so genannten „Monumente des Radsports“. Diesen Erfolg konnte er 1998, 2000 und 2001 wiederholen. 2004 vergab er den Sieg im Sprintfinale, als er im Gefühl des sicheren Sieges den Sprint nicht bis zur Ziellinie durchzog und Óscar Freire noch knapp vorbeiziehen ließ.
In den Jahren 2000 und 2001 erreichte Zabel den Höhepunkt seiner Karriere. Neben zahlreichen anderen Siegen gewann er jeweils zwei Weltcuprennen, holte sich den Weltcup-Gesamtsieg (2000) und die Führung in der Weltrangliste (2001). Nicht zuletzt wegen dieses Erfolges wurde er 2001 zum deutschen Sportler des Jahres gewählt.

### 2002 bis 2004
2002 konnte Zabel seine Führung in der Weltrangliste verteidigen, aber keine großen Erfolge feiern. So verpasste er es, bei der Tour de France 2002 erneut das Grüne Trikot zu gewinnen, konnte aber für einen Tag die Führung der Gesamtwertung übernehmen und sich das Gelbe Trikot überstreifen. Überdies gelang ihm ein Etappensieg. 2003 erzielte er drei Tageserfolge bei der Vuelta a España und seinen insgesamt achten Weltcupsieg bei Paris–Tours.
2004 gewann Zabel erneut das blaue Trikot des Punktbesten bei der Vuelta a España. Im Herbst errang Zabel hinter Óscar Freire die Silbermedaille bei der Weltmeisterschaft in Verona.
Zabels Konstanz über die Saison hinweg spiegelt sich auch in der Radsport-Weltrangliste wider, deren Führung er zwischen 2001 und 2004 dreimal übernehmen konnte. Im Jahr 2003 wurde ihm das Gelbe Band für die schnellste Durchschnittsgeschwindigkeit bei einem Radsport-Klassiker verliehen.

### Saison 2005
2005 holte Zabel seinen ersten Saisonsieg beim Rennen Rund um den Henninger-Turm in Frankfurt und hat damit als erster Radrennfahrer dieses Rennen zum dritten Mal gewonnen. Vom 7. bis 29. Mai nahm er zum ersten Mal in seiner Profi-Karriere am Giro d’Italia teil. Allerdings verfehlte er das beim Giro Maglia ciclamino (Farbe: alpenveilchen-rot) genannte Trikot der Punktewertung.
In der Teamleitung des Teams T-Mobile wurde entschieden, Zabel nicht in die Tour-de-France-Mannschaft zu nehmen, sondern stattdessen ausschließlich auf den Gesamtsieg mit Jan Ullrich zu setzen.
Am 31. Juli 2005 erklärte Zabel am Rande des HEW Cyclassics seinen Weggang vom Team T-Mobile zum Ende des Jahres 2005. Bei der Straßen-Radweltmeisterschaft 2005 in Madrid wurde dann bekannt, dass Zabel ab 2006 an der Seite von Alessandro Petacchi für das neugeschaffene Team Milram (Hauptsponsor Nordmilch) fahren würde. Das neugeschaffene Team übernahm die ProTour-Lizenz von Domina Vacanze; das Touristikunternehmen zog sich aus der Sponsorenschaft zurück.
Bei der Spanienrundfahrt belegte Zabel mehrmals den zweiten Platz hinter dem italienischen Sprintstar Alessandro Petacchi. Zabels letztes großes Saisonrennen und gleichzeitig letztes Rennen im Magenta-Trikot war Paris–Tours, das er gewann – es war gleichzeitig sein dritter Sieg bei diesem Rennen nach 1994 und 2003. Damit ist er der vierte Fahrer, dem dieser dreifache Triumph gelingt (nach Gustave Danneels, Belgien: 1934, 1936 und 1937; Paul Maye, Frankreich: 1941, 1942 und 1945; Guido Reybrouck, Belgien: 1964, 1966 und 1968).

### Saison 2006
Für die Saison 2006 war keine Rollenverteilung zwischen den beiden Kapitänen Zabel und Petacchi festgelegt – dies sollte von Rennen zu Rennen nach der Bedeutung der Rennen und den Interessen der Fahrer bestimmt werden. So bestritt Zabel zweimal ein Rennen zusammen mit Petacchi, bei dem er selbst Kapitän war: Rund um Köln sowie Rund um den Henninger Turm. Zabel kam auf den vierten Platz. Erst am 24. Mai konnte er dann seinen ersten Saisonsieg bei der Bayern-Rundfahrt feiern.
Für den Saisonhöhepunkt Tour de France war geplant, dass das Tandem Petacchi und Zabel im Sprint eine entscheidende Rolle spielen sollte. Doch während des Giro d’Italia im Mai brach sich Petacchi die Kniescheibe und so war Zabel der alleinige Kapitän des Team Milram bei der Tour. Dort gehörte er zwar zu den fünf besten Sprintern der Tour und belegte im Kampf um das grüne Trikot den zweiten Platz, aber seine besten Tagesplatzierungen waren nur zwei dritte Plätze.
Bei der Deutschland Tour konnte Zabel wiederum mit einer guten Gesamtleistung und Einzelaktionen aufwarten. Besonders auf der 6. Etappe der Rundfahrt zeigte er sich in der Rolle als Ausreißer. Nach 186 km Alleinfahrt, die er größtenteils mit dem Gerolsteiner-Fahrer Sebastian Lang absolvierte, konnte er nicht nur seine Führung in der Wertung um das Trikot des Punktbesten soweit festigen, dass es ihm bereits nach jener Etappe nur noch theoretisch zu nehmen war, sondern sich auch mit den hinzugewonnenen Wertungspunkten am Hahntennjoch als 5. der Bergwertung eintragen.
Mit dem Sieg auf der 4. Etappe der Vuelta a España konnte Zabel seinen ersten ProTour-Sieg im Jahre 2006 erzielen. Einen weiteren Vuelta-Etappensieg errang Zabel auf der Schlussetappe in Madrid. Als Kapitän des Deutschen Teams wurde Zabel bei der Straßen-Radweltmeisterschaft 2006 in Salzburg im Schlusssprint gegen den Italiener Paolo Bettini Zweiter und wiederholte somit seine Platzierung der Straßen-Weltmeisterschaft 2004 in Verona.

### Saison 2007
Zunächst konnte Zabel das Bremer Sechstagerennen gewinnen, außerdem erreichte er zweimal bei der Lotto-Rundfahrt und einmal bei den Vier Tagen von Dünkirchen den 2. Platz. Bei den größeren Rundfahrten konnte er zwei Etappensiege und einen zweiten Platz sowie den Sieg in der Gesamtwertung bei der Bayern-Rundfahrt und einen ersten sowie einen dritten Etappenplatz bei der Tour de Suisse für sich verbuchen.
Nach der Suspendierung von Alessandro Petacchi war Zabel Kapitän des Milram-Teams bei der Tour de France, erreichte zwei zweite Plätze und einen dritten Platz auf Einzeletappen und trug für einen Tag das Grüne Trikot.
Bei der Deutschland Tour gewann Zabel die 3. Etappe von Pforzheim nach Offenburg im Sprint und sicherte sich durch weitere gute Platzierungen das Rote Trikot des Punktbesten bereits zum 7. Mal.
Auf der 7. Etappe der Vuelta a España setzte sich Zabel gegen den australischen Sprinter Allan Davis (Discovery Channel) und den ebenfalls sprintstarken Weltmeister Paolo Bettini durch.

### Saison 2008
In die Straßensaison 2008 startete Erik Zabel bei der Algarve-Rundfahrt wiederum zunächst mit einer Teilmannschaft, während sein Co-Kapitän Alessandro Petacchi mit dem anderen Teil der Mannschaft an der Andalusien-Rundfahrt teilnahm. Erst bei der Valencia-Rundfahrt starteten die beiden Kapitäne gemeinsam – Zabel gewann daraufhin die zweite Etappe, sein Anfahrer Alberto Ongarato wurde Achter, Petacchi beteiligte sich nicht am Endkampf.

## Doping
Zabel lieferte am 27. April 1994 in Veenendaal eine positive Doping-Probe ab. Ihm wurde Kortison nachgewiesen. Zabel legte Einspruch mit der Begründung ein, dass er eine Salbe gegen Sitzbeschwerden genommen habe. Daraufhin wurde ihm eine Geldstrafe von 3000 Schweizer Franken sowie eine Rückstufung von 50 Punkten in der Wertung des Weltradsportverbandes auferlegt. Eine auf Bewährung ausgesprochene Sperre wurde aufgehoben.
Am 24. Mai 2007 gestand Zabel im Rahmen einer Pressekonferenz, bei der Tour de France 1996 eine Woche lang Doping mit EPO betrieben zu haben. Er habe sich die Medikamente von Jef D’hont beschaffen lassen, einem Masseur des Teams Telekom. Zabel bezeichnete die Verwendung des Hormons während der Tour als eine Art Testphase, die er aber nach rapider Verschlechterung seiner gesundheitlichen Werte wieder beendet habe. Danach habe er nie wieder gedopt. Nach dem Dopinggeständnis sollte er das grüne Trikot zurückgeben. Da sein Vergehen zu diesem Zeitpunkt bereits verjährt war, wird Erik Zabel weiter in der offiziellen Siegerliste aufgeführt und erhielt keine weitere Bestrafung.
Am 24. Juli 2013 veröffentlichte der Report der Anti-Doping-Kommission des französischen Senats die Ergebnisse ihrer Untersuchungen der Tour de France 1998. Zugrunde lagen neue Testverfahren, mit denen im Jahr 2004 anonymisierte Urinproben von 1998 analysiert wurden. 1998, als Zabel sein drittes grünes Trikot gewann, konnte noch nicht auf EPO getestet werden. Der Untersuchungsbericht von 2013 führte die Identifikationsnummern der zwei positiv getesteten  Proben auf, die nach übereinstimmenden Medienberichten Zabel zuzuordnen sind. Vier Tage später gab Zabel zu, von 1996 bis 2003 mit EPO, Kortison und Eigenblut gedopt zu haben.

## Nach der aktiven sportlichen Karriere

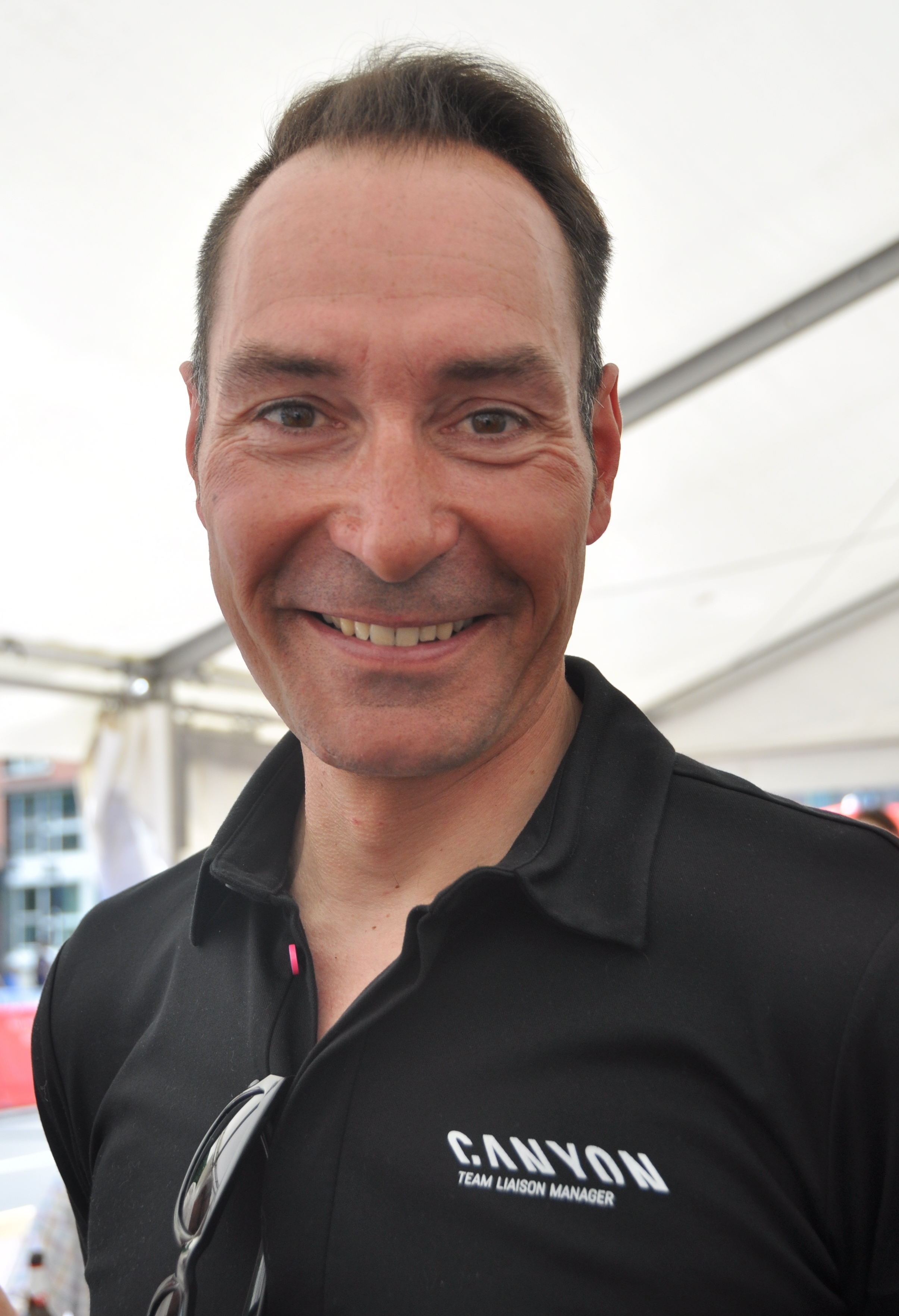
Zabel im Jahre 2017

Nach Abschluss seiner aktiven Karriere war Erik Zabel von 2009 bis 2011 als Berater beim Team HTC-Highroad tätig und stand dort vor allem den Sprintern um Mark Cavendish zur Seite. Zudem ist er seit Oktober 2009 als Nachfolger von BDR-Präsident Rudolf Scharping im ProTour-Rat des Internationalen Radsportverbands UCI vertreten.
Im Januar 2011 wurde Zabel als Sportdirektor der Vattenfall Cyclassics in Hamburg vorgestellt. Des Weiteren sollte er im November 2012 als Sportlicher Leiter des Kölner Sechstagerennens fungieren, was aber nicht stattfand. Im Oktober 2011 verpflichtete Hans-Michael Holczer Erik Zabel für das Katusha Team als Sportlichen Leiter.
Von diesen Funktionen trat Zabel im August 2013 nach seiner zweiten Dopingbeichte zurück und war danach auch nicht mehr als Sportdirektor der Cyclassics tätig.
Im Dezember 2018 wurde Zabel als Mitglied des Stabes des Rennstalls Katusha Alpecin, der Mannschaft seines Sohnes Rick, vorgestellt. Er übernahm als Performance Manager Aufgaben im Trainings- und Mannschaftsleitungsbereich. Gleichzeitig blieb er für den Radhersteller Canyon tätig, für den er von 2009 bis zu seinem Doping-Geständnis 2013 als Markenbotschafter und Berater von Nachwuchsfahrern fungierte. Anschließend war er nach eigenen Angaben ein Jahr arbeitssuchend, ehe er abermals für Canyon tätig wurde und bei dem Unternehmen als Ratgeber bei der Entwicklung von Fahrradreifen eingebunden wurde.

## Wichtigste Erfolge
Eintagesrennen
Gesamtsieger Rad-Weltcup 2000
Mailand–Sanremo 1997, 1998, 2000 und 2001
Paris–Tours 1994, 2003 und 2005
Amstel Gold Race 2000
HEW-Cyclassics 2001
Rund um den Henninger-Turm 1999, 2002 und 2005
Rund um Köln 1996, 2004
Classic Haribo 1994
Scheldepreis Flandern 1997
Trofeo Luis Puig 1997, 2000 und 2001
Sparkassen-Giro Bochum 1999
Deutscher Straßenmeister 1998 und 2003
 Straßen-Weltmeisterschaften  2004 und 2006
 UCI-Straßen-Weltmeisterschaften 2002
Rundfahrten
Gesamtwertung Ruta del Sol 1997
 Punktewertung (Grünes Trikot) Tour de France: 1996, 1997, 1998, 1999, 2000, 2001
 Punktewertung (Blaues Trikot) Vuelta a España: 2002, 2003, 2004
 Punktewertung Deutschland Tour: 1999, 2000, 2001, 2002, 2003, 2006, 2007
zwölf Etappen Tour de France: 2/1995, 2/1996, 3/1997, 1/2000, 3/2001, 1/2002
acht Etappen Vuelta a España: 3/2001, 2/2003, 2/2006, 1/2007
dreizehn Etappen Deutschland Tour: 1/1999, 3/2000, 3/2001, 4/2002, 1/2003, 1/2007
acht Etappen Tour de Suisse: 2/1995, 1/1997, 2/2001, 2/2002, 1/2007
achtzehn Etappen Bayern-Rundfahrt: 2/1997, 2/1998, 2/1999, 1/2000, 4/2001, 1/2002, 1/2003, 2/2004, 1/2006, 2/2007
neun Etappen Katalanische Woche: 3/1996, 2/2000, 2/2002, 2/2003
acht Etappen Aragon-Rundfahrt: 3/1994, 1/1995, 2/1998, 1/1999, 1/2002
sieben Etappen Tirreno–Adriatico: 1/1993, 1/1995, 3/1998, 1/2000, 1/2002
sechs Etappen Valencia-Rundfahrt: 1/1997, 1/1998, 1/1999, 1/2000, 1/2001, 1/2008
drei Etappen Luxemburg-Rundfahrt: 1/1996, 1/1997, 1/2002
zwei Etappen Internationale Friedensfahrt: 2/2004
Sechstagerennen
Dortmund: 1996, 2000, 2001, 2005, 2006, 2008
München: 2001, 2005, 2006, 2008
Bremen: 2007, 2009
Berlin: 2009

## Grand-Tour-Platzierungen
| Grand Tour            | 1994 | 1995 | 1996 | 1997 | 1998 | 1999 | 2000 | 2001 | 2002 | 2003 | 2004 | 2005 | 2006 | 2007 | 2008 |
| --------------------- | ---- | ---- | ---- | ---- | ---- | ---- | ---- | ---- | ---- | ---- | ---- | ---- | ---- | ---- | ---- |
| Giro d’ItaliaGiro     | –    | –    | –    | –    | –    | –    | –    | –    | –    | –    | –    | 63   | –    | –    | 80   |
| Tour de FranceTour    | DNF  | 90   | 82   | 66   | 62   | 89   | 61   | 96   | 82   | 107  | 59   | –    | 86   | 79   | 43   |
| Vuelta a EspañaVuelta | –    | DNF  | –    | –    | –    | –    | –    | 86   | 69   | 72   | 43   | 63   | 62   | 72   | 49   |

## Ehrungen
- Sportler des Jahres 2001, mit dem Team Telekom 1997
- Berlins Sportler des Jahres 1997, 2001
- Bambi im Jahr 1997
- Silbernes Lorbeerblatt 1997